# Alum-(K)
Il potassio-allume è un minerale, chiamato anche allume di potassio o allume di rocca, appartenente al gruppo dell'allume.

## Abito cristallino
L'abito cristallino dell'allume di rocca è di forma ottaedrica ma è praticamente impossibile trovarlo in natura con questa forma, se prodotto in laboratorio tramite precipitazione per raffreddamento il suo abito sarà definito e regolare.

## Origine e giacitura
Il minerale si trova come alterazione degli scisti contenenti pirite oppure come prodotto di attività vulcaniche

## Forma in cui si presenta in natura
L'allume potassico sotto forma vetrosa prende il nome di allume di rocca.
In masse granulari saline o in cristalli ottaedrici mai troppo ben formati (i cristalli assai nitidi sono artificiali),

## Usi
L'allume potassico è usato per la tintura come mordente, nell'industria della carta come mordente e come flocculante.
Per la sua capacità di rendere imputrescibili diverse materie animali, viene usato per la concia delle pelli.
In medicina è impiegato come astringente o come caustico.
L'allume si ottiene facendo agire l'acido solforico su argille pure.

## Località di ritrovamento
- Italia[1]: solfatara di Pozzuoli, Capo Miseno, Grotte del Faraglione, Isola di Vulcano.
- America[3]: The Geysers nella contea di Sonoma e nella miniera di cinabro di Sulphur Bank nella Lake Co. in California (USA) e a Chuquicamata nel Cile.

## Caratteristiche chimico fisiche
- Solubile in acqua, il gusto è astringente[1]
- Densità di elettroni: 2,75 gm/cc[2]
- Indice di fotoni: 0,0013552227[2]
- Indice di bosoni: 0,9986447773[2]
- Fotoelettricità: 3,47 barn/elettrone[2]
- Radioattività[2]:
  - GRapi: 124.32 (Gamma Ray American Petroleum Institute Units)
  - Concentrazione di unità GRapi nell'allume potassico: 0.80 (%)
  - Radioattività stimata  dell'allume potassico: appena rilevabile